# جون ألدريج
جون ويليام ألدريدج (بالإنجليزية: John Aldridge)‏ (ولد 18 سبتمبر 1958) هو لاعب ومدرب كرة قدم سابق. كان مهاجمًا بارزًا وحطم بعض الأرقام القياسية، واشتهر بالفترة التي قضاها مع نادي ليفربول الإنجليزي في أواخر الثمانينيات. رصيده البالغ 330 هدفًا في دوري كرة القدم الإنجليزية هو سادس أعلى رقم في تاريخ كرة القدم الإنجليزية.
خلال مسيرته المبكرة، شق طريقه عبر الدوريات الدنيا، ولعب في كل دوري من دوري الدرجة الرابعة القديم إلى القسم الأول القديم. وقع ألدريدج في البداية كبديل لإيان راش، وقضى أكثر من موسمين ناجحين في ليفربول، وفاز بالدوري وكأس الاتحاد الإنجليزي مرة واحدة، وخسر بفارق ضئيل لقب الدوري الثاني. قضى ألدريدج موسمين في ريال سوسيداد، ليصبح أول لاعب غير باسكي يوقع للنادي منذ عدة عقود حيث تخلوا عن سياسة التوظيف الانتقائية. في عام 1991، عاد إلى إنجلترا ليلعب مع فريق ترانمير روفرز، وأصبح مديرًا للاعبين في عام 1996. اعتزل اللعب عام 1998 ثم استقال من منصبه كمدير فني عام 2001 ولم يدرب منذ ذلك الحين.
وهو من أبناء ليفربول بالولادة، وتم اختياره للعب لصالح جمهورية أيرلندا كجزء من سياسة "قاعدة الجدة" التي يتبعها جاك تشارلتون: كانت جدته من أثلون، وسافرت إلى ليفربول لتستقر في القرن التاسع عشر. تزامنت مسيرته مع أيرلندا مع الفترة الأكثر نجاحًا في كرة القدم الدولية، ولعب في نسختين لكأس العالم .

## مسيرته مع الأندية

### ساوث ليفربول ونيوبورت كونتي

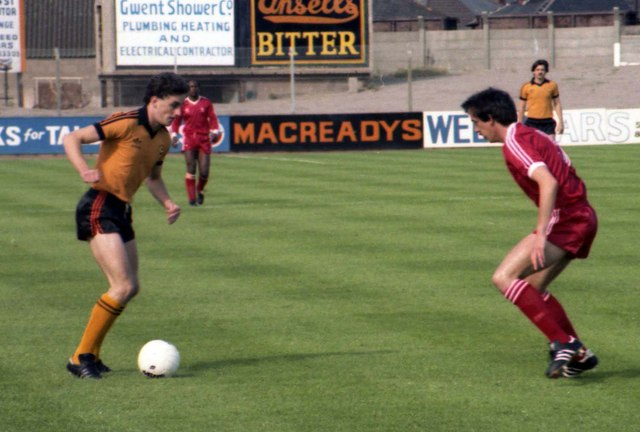
ألدريدج يلعب نيوبورت كونتي في عام 1981

استغرق ألدريدج وقتًا طويلاً للوصول إلى المستوى الأعلى في اللعبة الإنجليزية. بدأ حياته المهنية في منتصف السبعينيات من القرن الماضي في فريق خارج الدوري وهو ساوث ليفربول ‏، قبل أن يحصل على استراحة في اللعبة الاحترافية عندما وقع وهو في العشرين من عمره نيوبورت كونتي في القسم الرابع في 2 مايو 1979 مقابل 3500 جنيه إسترليني.
أثناء وجوده في سومرتون بارك، لعب ألدو، الاسم الذي أصبح معروفًا به، 198 مباراة وسجل 87 هدفًا، بمعدل هدف في كل مباراة.21⁄4 مباريات، بما في ذلك سبعة أهداف في اثنتي عشرة مباراة في كأس الاتحاد الإنجليزي. لقد شارك تومي تينان و ديف جويثر لمدة أربع سنوات في سومرتون بارك، مما ساعد نيوبورت على الترقية من الدرجة الرابعة ومجد كأس الويلزية في موسمه الأول، والوصول إلى ربع نهائي كأس الكؤوس الأوروبية في موسمه الثاني.
شهد موسمه الأول مع كاونتي، 1979–80، تسجيله لأربعة عشر هدفًا من 38 مباراة حيث فاز فريقه بكأس ويلز وصعد إلى الدرجة الثالثة. وبعد مرور عام، ظهر ضمن الفريق الذي حقق مسيرة أوروبية ملحوظة. وفي الدوري سجل سبعة أهداف في 27 مباراة بالدوري. سجل أحد عشر هدفًا في 36 مباراة في موسم 1981–82، ولكن في 1982–83 كان أداؤه أفضل بتسجيله سبعة عشر هدفًا من 41 مباراة حيث أضاع كاونتي بفارق ضئيل الصعود إلى الدرجة الثانية.
في 1983–84، مع رحيل تينان، سجل ألدريدج 26 هدفًا بحلول نهاية فبراير، وكان كاونتي لا يزال في الدرجة الثالثة .

### أكسفورد يونايتد
تم بيع ألدريدج إلى  أكسفورد يونايتد في 21 مارس 1984، عندما كان النادي يستعد لخوض جولة الترقية إلى الدرجة الثالثة تحت إدارة جيم سميث. ظهر لأول مرة في 7 أبريل 1984، حيث دخل كبديل في الفوز 1-0 على والسال في فيلوز بارك. كان هدفه الأول في الفوز 5-0 على أرضه ضد بولتون واندررز في 20 أبريل 1984.
تم استخدامه بشكل مقتصد في المنافسة على لقب الدرجة الثالثة ولكن في الموسم التالي أقام شراكة مع بيلي هاميلتون وأصبح أول لاعب في الدرجة الثانية منذ تسعة عشر عامًا يسجل 30 هدفًا. حطمت أهدافه الـ34 (30 في الدوري) في موسم 1984–85 الرقم القياسي التهديفي للنادي في موسم واحد، حيث صعد أكسفورد إلى الدرجة الأولى القديمة لأول مرة. حصل ألدريدج أيضًا على ميدالية لقب الدرجة الثانية .
في عامه السابع والعشرين، أتيحت الفرصة لألدريج أخيرًا للعب في دوري الدرجة الأولى. لقد كان ثالث أفضل هداف في القسم (لم يتفوق عليه سوى غاري لينيكر وفرانك ماكافيني) وأحرز ستة أهداف في سلسلة كأس الدوري التي فاز بها يونايتد عام 1986 والتي بلغت ذروتها بفوز 3-0 على كوينز بارك رينجرز في النهائي على ملعب ويمبلي. هذه هي الكأس الكبرى الوحيدة لأكسفورد حتى الآن. كما ساعدت أهدافه الـ 23 في 39 مباراة في تجنب أكسفورد الهبوط.
انتهى الأمر بألدريدج باللعب 141 مباراة مع أكسفورد، وسجل هدفًا – هدف كل 1.5 مباراة – بما في ذلك أربعة عشر هدفًا في كأس الدوري في 17 مباراة. سجل أربعة أهداف في مرمى جيلينجهام في كأس الرابطة يوم 24 سبتمبر 1986 وثلاث ثلاثية، أولها في الفوز 5–2 على ليدز يونايتد في 24 نوفمبر 1984. كما سجل أحد هدفي أكسفورد اللذين هزما مانشستر يونايتد في أول مباراة للسير أليكس فيرجسون كمدرب، في 8 نوفمبر 1986، وحافظ على مستواه الجيد في موسم 1986–87 .

### ليفربول
في أوائل عام 1987، كان ليفربول يخسر مهاجمه إيان راش أمام يوفنتوس في نهاية موسم 1986–87 وكان بحاجة إلى بديل يتمتع بالخبرة والخبرة. وقع مع فريق كيني دالغليش في 27 يناير 1987 مقابل 750 ألف جنيه إسترليني وتم استخدامه في البداية كشريك لراش (ملء منصب كان يشغله سابقًا اللاعب والمدير دالغليش وزميله المهاجم بول والش) وكبديل في بعض الأحيان. كان دالجليش مهتمًا بالتعاقد مع مهاجمين آخرين، بما في ذلك لاعب تشيلسي ديفيد سبيدي وتشارلي نيكولاس لاعب أرسنال، لعدد من الأشهر قبل أن يستقر على ألدريدج. بحلول وقت انتقاله إلى ليفربول في موسم 1986–87، كان ألدريدج قد سجل بالفعل خمسة عشر هدفًا لأكسفورد في 25 مباراة.
أنهى ليفربول الموسم بدون ألقاب، بما في ذلك هزيمة ويمبلي أمام أرسنال في نهائي كأس الرابطة، والذي كان ألدريدج غير مؤهل له.
ظهر ألدريدج لأول مرة مع ليفربول في 21 فبراير 1987، عندما شارك كبديل في الدقيقة 46 عن كريج جونستون في التعادل 2–2 بالدوري مع أستون فيلا على ملعب فيلا بارك. جاء هدفه الأول لناديه الجديد بعد أسبوع في 28 فبراير، في الدقيقة 60، وهو الهدف الوحيد في المباراة التي فاز فيها ليفربول على ساوثهامبتون في مباراة بالدوري على ملعب أنفيلد.
سجل ألدريدج 26 هدفًا في موسم ناجح لليفربول، بما في ذلك هدف في كل من المباريات التسع الأولى، ليشكل سلسلة من التهديف في 10 مباريات كما سجل في آخر ظهور له في الدوري الموسم السابق.
لقد ارتبط بالتعاقدات الجديدة بيتر بيردسلي وجون بارنز حيث خسر ليفربول مرتين فقط في موسم الدوري ولم يهزم في أول 29 مباراة . فاز ليفربول بلقب الدوري عام 1988 بفارق تسع نقاط عن أقرب منافسيه مانشستر يونايتد، على الرغم من أن الفجوة بين ليفربول وأقرب منافسيه كانت أوسع بكثير في معظم فترات الموسم .
سجل ألدريدج كلا الهدفين في نصف نهائي كأس الاتحاد الإنجليزي ضد نوتنغهام فورست. مع تقدم ويمبلدون 1–0 في نهائي كأس الاتحاد الإنجليزي على ملعب ويمبلي، في منتصف الشوط الثاني، حصل ليفربول على ركلة جزاء عندما تعرض ألدريدج لخطأ، ونفذ ركلة الجزاء الناتجة. سجل ألدريدج جميع ركلات الجزاء الإحدى عشرة التي نفذها في ذلك الموسم، لكن حارس المرمى ديف بيسانت لاحظ أنه يضع الكرة دائمًا على يسار الحارس. قام ألدريدج، كما كان متوقعًا، بوضع ركلة الجزاء على يسار بيسانت، وقفز الحارس لإنقاذها. أصبح أول حارس مرمى يتصدى لركلة جزاء في نهائي كأس الاتحاد الإنجليزي في ويمبلي. كان فشل ألدريدج هو أول ركلة جزاء ضائعة له مع ليفربول. تم استبداله بعد ذلك بوقت قصير حيث خسر ليفربول 1-0.
كان الموسم التالي صعبًا ومليئًا بالأحداث بالنسبة لألدريدج. فشل راش في الاستقرار في إيطاليا ودفع ليفربول 2.8 مليون جنيه إسترليني لإعادته إلى أنفيلد قبل بدء الموسم مباشرة. لعب دالجليش دور ألدريدج وراش معًا. في مباراة الدرع الخيرية ضد ويمبلدون في ويمبلي، بدأ ألدريدج المباراة وسجل هدفي ليفربول في الفوز 2-1. حافظ ألدريدج على خطه التهديفي، وغالبًا ما كان يلعب جنبًا إلى جنب مع راش وبيردسلي في الهجوم، بينما غاب راش عن عدد من المباريات أو بدأ المباريات على مقاعد البدلاء بسبب الإصابات. في أول مباراة بالدوري هذا الموسم بعد أسبوع، سجل ألدريدج ثلاثية في الفوز 3-0 على تشارلتون أثليتيك. سجل ثلاثية أخرى في الدوري في 14 مارس، في الفوز 5-0 على أرضه على لوتون تاون، مما رفع رصيده في الدوري لهذا الموسم إلى 15 هدف. وصل إلى عشرين هدفًا في 13 مايو في فوز 2-1 على ملعب ويمبلدون، وأنهى الموسم كأفضل هداف للنادي برصيد 22 هدفًا في الدوري، وثمانية في كأس الاتحاد الإنجليزي، واثنان في كأس الدوري، واثنان في الدرع الخيرية والبالغة 34 في كافة المسابقات.
في نهائي كأس الاتحاد الإنجليزي عام 1989 على ملعب ويمبلي، ضد إيفرتون، غريم ميرسيسايد، سجل ألدريدج بعد أربع دقائق من أول لمسة له للكرة. البديل إيان راش، الذي حل محل ألدريدج، سجل هدفين في الوقت الإضافي ليمنح ليفربول الفوز 3-2. وسجل ألدريدج 21 هدفا في الدوري، و31 هدفا في جميع البطولات، مما جعله من بين أفضل الهدافين في دوري الدرجة الأولى ذلك الموسم. أصبحت ثنائية الدوري وكأس الاتحاد الإنجليزي، التي حققها ليفربول في عام 1986، ممكنة مرة أخرى، مع مباراة حاسمة ضد أرسنال في آنفيلد. ولعب ألدريدج في مباراة من شأنها أن تضمن لليفربول اللقب طالما فشل أرسنال في الفوز بهدفين واضحين. بعد تأخره 1–0 في الوقت بدل الضائع، تلقى ليفربول هدفًا آخر لمايكل توماس في الركلة الأخيرة تقريبًا للموسم، وبالتالي خسر لقب الدوري .
ولعب ألدريدج 104 مباريات مع ليفربول، وسجل 63 هدفا، 50 منها في الدوري.

### ريال سوسيداد
في موسم 1989–90 التالي، عاد كيني دالغليش إلى تشكيل 4–4–2 مع راش وبيردسلي كخيار أول للمهاجمين. قبل ليفربول عرضًا بقيمة مليون جنيه إسترليني من نادي ريال سوسيداد في الدوري الإسباني في أوائل سبتمبر 1989، حيث لعب ألدريدج مرتين في الدوري مع ليفربول في ذلك الموسم .
جعل هذا الانتقال ألدريدج أول لاعب غير باسكي يوقع مع سوسيداد منذ عدة عقود حيث غيروا سياسة التوظيف الانتقائية.
سجل ألدريدج 40 هدفًا في 75 مباراة مع سوسيداد على مدار موسمين، مع تشجيع النادي على إجراء المزيد من التعاقدات من كرة القدم الإنجليزية في عام 1990، وبالتحديد داليان أتكينسون وكيفن ريتشاردسون. ورغم نجاحه فإن بعض جماهير سوسيداد لم تتقبله في البداية لأنه أجنبي. وتمت كتابة كتابات مهينة على جدران الملعب، وبصق أحد المشجعين على الأرض عندما مر ألدريدج في الشارع، ووجدت عائلته صعوبة في التكيف مع نمط الحياة المختلف في إقليم الباسك. سلم ألدريدج طلب نقل في عام 1991 إلى المدير المعين حديثًا جون توشاك - مهاجم ليفربول السابق الآخر.

### ترانمير روفرز
عاد ألدريدج إلى ميرسيسايد في 11 يوليو 1991 مع ترانمير روفرز، في صفقة بقيمة 250 ألف جنيه إسترليني. وأثناء وجوده هناك سجل رقماً قياسياً للنادي بلغ 40 هدفاً في موسمه الأول في برينتون بارك - وسجل هدفه الأربعين ضد نادي أكسفورد يونايتد السابق. ترانمير، الذي كان يلعب في دوري الدرجة الثانية لأول مرة منذ أكثر من خمسين عامًا، حقق المركز الثاني في الدوري .
ظهر لأول مرة مع روفرز، وعمره 32 عامًا، في 17 أغسطس 1991، وسجل الهدفين في الفوز 2-0 على برايتون وهوف ألبيون على ملعب غولدستون. في سبع سنوات كلاعب ترانمير، شارك في إجمالي 294 مباراة، وسجل 174 هدفًا، بمتوسط هدف واحد كل 1.7 مباراة، بما في ذلك 22 هدفًا من 25 مباراة في كأس الرابطة. اعتزل ألدريدج في نهاية موسم 1997–98، وسجل هدفين في مباراته الأخيرة كمحترف ضد ولفرهامبتون واندررز .
ساعدت أهداف ألدريدج ترانمير في الوصول إلى أعلى مركز له على الإطلاق في الدوري - حيث أنهى المراكز الستة الأولى في الدرجة الثانية في أعوام 1993 و1994 و1995 - والتي وفرت مراكز فاصلة في كل مرة، لكنها انتهت جميعها بهزائم نصف النهائي. لقد اقترب أيضًا من الفوز بلقب كبير آخر حيث قاد روفرز أستون فيلا إلى ركلات الترجيح في نصف نهائي كأس الرابطة 1993–94 قبل أن ينسحب أمام الفائزين النهائيين بالمسابقة.
خلال مسيرته في إنجلترا وحدها، لعب ألدريدج 739 مباراة، وسجل 411 هدفًا – بمعدل هدف واحد كل 1.8 مباراة.
في 12 مارس 1996، مع استقالة جون كينغ بعد تسع سنوات كمدير، أصبح ألدريدج لاعبًا ومديرًا لفريق ترانمير، قبل أن يتخلى أخيرًا عن اللعب ويركز على الجانب الإداري بعد عامين. في موسمه الأول في القيادة، أنهى روفرز موسم 1995–96 في المركز الثالث عشر في القسم الأول.
تحت قيادة ألدريدج، وصل ترانمير إلى نهائي كأس دوري كرة القدم عام 2000 (الذي خسره أمام ليستر سيتي) ودور ربع نهائي كأس الاتحاد الإنجليزي على التوالي في عامي 2000 و2001. أثناء ال نهائي كأس الدوري 2000، صفع ألدريدج وجه لاعب ليستر ثيو زاجوراكيس بعد أن أشاد بقرار الحكم بطرد كلينت هيل. وشاهد مسؤولو الاتحاد الإنجليزي الصفعة ووجهت إليه تهمة سوء السلوك. قال ألدريدج عن الحادث: "شعرت أنه [زاجوراكيس] لم يحترم كلينت في واحدة من أكبر المناسبات في حياته المهنية لذلك صفعته". هبط ترانمير إلى الدرجة الثالثة لكرة القدم الإنجليزية في عام 2001. استقال ألدريدج في مارس 2001، قبل تحديد مصير روفرز مباشرة.

## مسيرته الدولية
تم اختيار ألدريدج للعب مع منتخب جمهورية أيرلندا عندما اقترب منه ليفربول في بداية عام 1987، وتأهل من خلال جدته التي كانت من أثلون. (عندما جاء اتحاد كرة القدم الأيرلندي للبحث عنه اكتشفوا أن راي هويتون، الذي لعب أيضًا مع أكسفورد في ذلك الوقت، كان مؤهلاً أيضًا.) ظهر لأول مرة في 26 مارس 1986 ضد ويلز في ملعب لانسداون رود في مباراة انتهت بنتيجة 1–0. هزيمة. وكانت المباراة هي الأولى تحت قيادة المدرب الجديد جاك تشارلتون.
في ذلك الصيف، لعب ألدريدج مع الفريق الأيرلندي الذي تأهل، تحت قيادة جاك تشارلتون، إلى بطولة أمم أوروبا 88 في ألمانيا الغربية، وهي أول نهائيات كبرى لهم على الإطلاق. لقد تغلبوا على إنجلترا 1–0، وتعادلوا 1–1 مع اتحاد الجمهوريات الاشتراكية السوفياتية، لكنهم خرجوا من المنافسة بعد الهزيمة أمام البطل النهائي هولندا . كان ألدريدج يكافح على المستوى الدولي في ذلك الوقت - كان يلعب بشكل جيد كلاعب فريق، ولم يكن تشارلتون يشعر بالحزن أبدًا، لكن الأمر استغرق 20 مباراة ليسجل أول هدف دولي له، والذي جاء ضد تونس في لانسداون رود في 19 أكتوبر 1988.
انسحب ألدريدج من مباراة أيرلندا المؤهلة لكأس العالم مع إسبانيا في طريق لانسداون في 26 أبريل 1989، حيث شعر بأنه غير قادر على المشاركة في المباراة بسبب حزنه على كارثة هيلزبره. انتهت المباراة بفوز أيرلندا 1-0. سجل ألدريدج أخيرًا أهدافه الأولى على المستوى التنافسي عندما سجل هدفين في الفوز 2-0 خارج أرضه على مالطا، مما أدى إلى تأهل أيرلندا لكأس العالم 1990.
لعب ألدريدج دورًا حاسمًا في طريق أيرلندا إلى ربع نهائي كأس العالم 1990 في إيطاليا. على الرغم من أنه افتتح أخيرًا حساب أهدافه لبلاده، إلا أنه فشل في التسجيل في كأس العالم (على الرغم من أنه تم إلغاء هدف في التعادل 1-1 مع هولندا) وخسرت أيرلندا أمام الدولة المضيفة في دور الثمانية. لعب ألدريدج كل مباراة ولكن تم استبداله في جميع مبارياته الخمس.
فشلت أيرلندا في التأهل إلى يورو 92، على الرغم من اجتياز مجموعتها دون هزيمة. سجل ألدريدج ثلاثة أهداف في التصفيات، وجاءت جميع الأهداف الثلاثة في فوز أيرلندا الافتتاحي 5-0 على تركيا في طريق لانسداون. على الرغم من هذه النكسة، ساعد ألدريدج أيرلندا في التأهل لكأس العالم 1994: سجل 6 أهداف في التصفيات بما في ذلك ثلاثية في الفوز 4-0 على لاتفيا.
يتم أيضًا تذكر مسيرة ألدريدج الدولية مع أيرلندا بسبب حادثة خارج الملعب في كأس العالم 1994 . متأخرًا 2-0 أمام المكسيك في مباراة جماعية في أورلاندو فلوريدا ، حاول المدير الفني تشارلتون إرسال ألدريدج كبديل ولكن تم تأجيله بسبب التباطؤ الملحوظ من المسؤولين. أطلق كل من المدير واللاعب خطبًا مليئة بالألفاظ البذيئة سمعها مشاهدو التلفزيون بوضوح، مع ضرورة منع ألدريدج من مهاجمة الحكم الرابع وممثل فيفا. تمت معاقبة كلاهما بعد المباراة، ولكن عندما سمح لألدريدج أخيرًا بالمشاركة، بعد 6 دقائق كاملة من المحاولة، سجل هدفًا ليمنح أيرلندا فرصة للعودة إلى المباراة. على الرغم من خسارة المباراة 2-1، كان هدف ألدريدج حاسما في تأمين التأهل للدور الثاني. انتهت الفرق الأربعة في المجموعة بنفس عدد النقاط ونفس فارق الأهداف ، وكان تأهل أيرلندا على حساب النرويج الذي سجل هدفًا واحدًا أقل.
واصل ألدريدج اللعب لأيرلندا في مراحل التصفيات المؤهلة لبطولة يورو 96 . على الرغم من البداية القوية للمجموعة، فشلت أيرلندا في التأهل. سجل ألدريدج هدفين في الفوز 3-0 خارج أرضه على لاتفيا في المباراة الافتتاحية لأيرلندا وكان أيضًا على قائمة الهدافين في الفوز 4-0 خارج أرضه على أيرلندا الشمالية . في المباراة الأخيرة لأيرلندا على أرضها بالمجموعة، سجل ألدريدج هدفين ضد لاتفيا في الفوز 2-1 لكن أيرلندا فشلت في التأهل بعد حصولها على المركز الثاني وخسارة المباراة الفاصلة اللاحقة أمام هولندا على ملعب أنفيلد في ديسمبر 1995. كان ألدريدج في هذا الوقت أقل بهدف واحد من الرقم القياسي البالغ 20 هدفًا الذي يحمله فرانك ستابلتون، ولكن على الرغم من اللعب في المراحل الأولى من التصفيات المؤهلة لكأس العالم 1998، فشل في التسجيل مرة أخرى لمعادلة الرقم القياسي واعتزل في عام 1996 للتركيز على إدارة ترانمير روفرز. كانت مباراته الأخيرة هي 3-0 ضد مقدونيا في 9 أكتوبر 1996 عندما شارك كبديل.
بشكل عام، سجل ألدريدج 19 هدفًا في 69 مباراة امتدت على مدى عقد من الزمن. 8 من أهدافه الـ19 جاءت ضد لاتفيا.

## ما بعد كرة القدم
أصبح ألدريدج محللًا في العديد من المؤسسات الإعلامية - أبرزها مع راديو سيتي 96.7 حيث يلخص تعليقات محطة ليفربول في الداخل والخارج. كما يواصل اللعب في فريق القدامى في ليفربول. في عام 1998، طلب من حيدر جواد أن يكتب سيرته الذاتية. جون ألدريدج: قصتي تم نشره في العام التالي.
في عام 2006، اكتسب شهرة إعلامية في أيرلندا من خلال الظهور في مسابقة راديو وتلفزيون أيرلندا الخيرية أنت نجم. على الرغم من عدم امتلاكه صوتًا غنائيًا طبيعيًا، فاز ألدريدج بالمسابقة وقام في هذه العملية بجمع الأموال لصالح مستشفى تيمبل ستريت للأطفال الخيري الذي رشحه.
كان ألدريدج هو اللاعب المفضل لدى الجماهير في كل مكان ذهب إليه، خاصة في ميرسيسايد حيث ساعد كونه فتى محليًا في قضيته. تم تأكيد ذلك عندما وضعه استطلاع للرأي أجراه الموقع الرسمي لنادي ليفربول لكرة القدم خلال صيف عام 2006 في المركز السادس والعشرين. شارك 110.000 من مشجعي ليفربول حول العالم في الاستطلاع الذي أطلق عليه اسم "100 لاعب هزوا الـ كوب"، حيث طُلب منهم تسمية فريقهم المفضل على الإطلاق.
في مارس 2008، شارك ألدريدج في سلسلة الأقراص المضغوطة الصوتية للسيرة الذاتية لمدة 60 دقيقة مع جون ألدريدج. تحدث بعمق عن حياته المهنية مع مقدم برنامج 60 دقيقة ديفيد نايت وشارك لاحقًا في جلسة توقيع رئيسية، حيث وقع 2000 نسخة من القرص المضغوط لدعم مؤسسة Everyman الاستئناف الخيرية.
يُزعم أن ألدريدج متورط في قضية تجسس (نيوز أوف ذا ورلد) على الهواتف في منتصف العقد الأول من القرن الحادي والعشرين. "أخبروني أنني تعرضت للاختراق قبل خمس أو ست سنوات. وليس لدي أي فكرة عن سبب ملاحقتهم لي. أنا لست شخصية بارزة تمامًا." 
افتتح ألدريدج حسابًا على تويتر في مارس 2011. ومع ذلك، سرعان ما انخرط في نقاشات غاضبة مع أنصار مانشستر يونايتد بعد الإشارة إليهم على أنهم "حثالة"،  وأغلق حسابه في النهاية. وبعد عام كشف أنه عاد إلى الموقع.
وهو مساهم منتظم في تحليل المباريات على قناة نادي ليفربول ويكتب أيضًا في بعض المجلات الرياضية.

## الحياة الشخصية
عندما مات 97 من مشجعي ليفربول في كارثة هيلزبرة التي وقعت في 15 أبريل 1989، خلال مباراة كأس الاتحاد الإنجليزي التي أقيمت في شفيلد ضد نوتنغهام فورست، تأثر ألدريدج، بصفته أحد مواطني ليفربول ومشجعًا للنادي في طفولته، وحضر جنازات العديد من الضحايا، وقدم الدعم للجرحى وذويهم، وصرح عن رغبته في التوقف عن اللعب.[بحاجة لمصدر]

## الإحصائيات

### مع الأندية
| النادي          | الموسم        | الدوري                                   | الدوري | الدوري | الكأس | الكأس | كأس الدوري ‏ | كأس الدوري ‏ | البطولات القارية | البطولات القارية | أخرى | أخرى  | المجموع | المجموع | المجموع |
| النادي          | الموسم        | القسم                                    | ظهور   | أهداف  | ظهور  | أهداف | ظهور        | أهداف       | ظهور             | أهداف            | ظهور | أهداف | ظهور    | أهداف   |         |
| --------------- | ------------- | ---------------------------------------- | ------ | ------ | ----- | ----- | ----------- | ----------- | ---------------- | ---------------- | ---- | ----- | ------- | ------- | ------- |
| نيوبورت كونتي   | 1979–80 ‏      | دوري كرة القدم الإنجليزي الدرجة الرابعة ‏ | 38     | 14     | 1     | 0     | 0           | 0           |                  |                  | 5    | 2     | 44      | 16      |         |
| نيوبورت كونتي   | 1980–81 ‏      | دوري كرة القدم الدرجة الثالثة ‏           | 27     | 7      | 1     | 0     | 4           | 2           | 4                | 2                | 2    | 1     | 38      | 12      |         |
| نيوبورت كونتي   | 1981–82 ‏      | دوري كرة القدم الدرجة الثالثة ‏           | 36     | 12     | 1     | 0     | 2           | 1           |                  |                  | –    | –     | 39      | 13      |         |
| نيوبورت كونتي   | 1982–83 ‏      | دوري كرة القدم الدرجة الثالثة ‏           | 41     | 17     | 5     | 2     | 3           | 1           | 6                | 1                | 55   | 21    |         |         |         |
| نيوبورت كونتي   | 1983–84 ‏      | دوري كرة القدم الدرجة الثالثة ‏           | 28     | 20     | 5     | 3     | 2           | 1           | 2                | 3                | 37   | 27    |         |         |         |
| نيوبورت كونتي   | المجموع       | المجموع                                  | 170    | 70     | 13    | 5     | 11          | 5           | 4                | 2                | 15   | 7     | 213     | 89      |         |
| أكسفورد يونايتد | 1983–84 ‏      | Third Division                           | 8      | 4      |       |       |             |             |                  |                  | –    | –     | 8       | 4       |         |
| أكسفورد يونايتد | 1984–85 ‏      | دوري كرة القدم الدرجة الثانية ‏           | 42     | 30     | 2     | 1     | 6           | 3           |                  |                  | –    | –     | 50      | 34      |         |
| أكسفورد يونايتد | 1985–86 ‏      | First Division                           | 39     | 23     | 2     | 1     | 8           | 5           |                  |                  | 5    | 2     | 54      | 31      |         |
| أكسفورد يونايتد | 1986–87 ‏      | First Division                           | 25     | 15     | 1     | 0     | 4           | 6           |                  |                  |      |       | 30      | 21      |         |
| أكسفورد يونايتد | المجموع       | المجموع                                  | 114    | 72     | 5     | 2     | 18          | 14          | 0                | 0                | 5    | 2     | 142     | 90      |         |
| ليفربول         | 1986–87 ‏      | First Division                           | 10     | 2      |       |       |             |             |                  |                  |      |       | 10      | 2       |         |
| ليفربول         | 1987–88 ‏      | First Division                           | 36     | 26     | 6     | 2     | 3           | 1           |                  |                  |      |       | 45      | 29      |         |
| ليفربول         | 1988–89 ‏      | First Division                           | 35     | 21     | 6     | 6     | 5           | 2           |                  |                  | 1    | 2     | 47      | 31      |         |
| ليفربول         | 1989–90 ‏      | First Division                           | 2      | 1      |       |       |             |             |                  |                  | 0    | 0     | 2       | 1       |         |
| ليفربول         | المجموع       | المجموع                                  | 83     | 50     | 12    | 8     | 8           | 3           | 0                | 0                | 1    | 2     | 104     | 63      |         |
| ريال سوسيداد    | 1989–90       | الدوري الإسباني                          | 28     | 16     | 6     | 6     | –           | –           |                  |                  |      |       | 34      | 22      |         |
| ريال سوسيداد    | 1990–91       | الدوري الإسباني                          | 35     | 17     | 2     | 0     | –           | –           | 4                | 1                |      |       | 41      | 18      |         |
| ريال سوسيداد    | المجموع       | المجموع                                  | 63     | 33     | 8     | 6     |             |             | 4                | 1                |      |       | 75      | 40      |         |
| ترانمير روفرز   | 1991–92       | Second Division                          | 43     | 22     | –     | –     | –           | –           |                  |                  | –    | –     | 43      | 22      |         |
| ترانمير روفرز   | 1992–93       | First Division                           | 31     | 21     | –     | –     | –           | –           |                  |                  | –    | –     | 31      | 21      |         |
| ترانمير روفرز   | 1993–94       | First Division                           | 34     | 21     | –     | –     | –           | –           |                  |                  | –    | –     | 34      | 21      |         |
| ترانمير روفرز   | 1994–95       | First Division                           | 33     | 24     | –     | –     | –           | –           |                  |                  | –    | –     | 33      | 24      |         |
| ترانمير روفرز   | 1995–96       | First Division                           | 45     | 27     | –     | –     | –           | –           |                  |                  | –    | –     | 45      | 27      |         |
| ترانمير روفرز   | 1996–97       | First Division                           | 43     | 18     | 1     | 0     | 4           | 2           |                  |                  | –    | –     | 48      | 20      |         |
| ترانمير روفرز   | 1997–98       | First Division                           | 14     | 5      | 0     | 0     | 0           | 0           |                  |                  | –    | –     | 14      | 5       |         |
| ترانمير روفرز   | المجموع       | المجموع                                  | 243    | 138    | 1     | 0     | 4           | 2           | 0                | 0                | 0    | 0     | 248     | 140     |         |
| المجموع الكلي   | المجموع الكلي | المجموع الكلي                            | 683    | 363    | 39    | 21    | 41          | 24          | 8                | 3                | 21   | 11    | 792     | 422     |         |

### مع المنتخب
| جمهورية أيرلندا | سنة     | مباريات ودية | مباريات ودية | بطولات | بطولات | المجموع | المجموع |
| جمهورية أيرلندا | سنة     | ظهور         | أهداف        | ظهور   | أهداف  | ظهور    | أهداف   |
| جمهورية أيرلندا | 1986    | 3            | 0            | 4      | 0      | 7       | 0       |
| جمهورية أيرلندا | 1987    | 1            | 0            | 5      | 0      | 6       | 0       |
| جمهورية أيرلندا | 1988    | 3            | 1            | 5      | 0      | 8       | 1       |
| جمهورية أيرلندا | 1989    | 2            | 0            | 5      | 2      | 7       | 2       |
| جمهورية أيرلندا | 1990    | 2            | 0            | 7      | 3      | 9       | 3       |
| جمهورية أيرلندا | 1991    | 1            | 0            | 3      | 0      | 4       | 0       |
| جمهورية أيرلندا | 1992    | 3            | 1            | 6      | 4      | 9       | 5       |
| جمهورية أيرلندا | 1993    | 0            | 0            | 6      | 2      | 6       | 2       |
| جمهورية أيرلندا | 1994    | 1            | 0            | 5      | 4      | 6       | 4       |
| جمهورية أيرلندا | 1995    | 0            | 0            | 5      | 2      | 5       | 2       |
| جمهورية أيرلندا | 1996    | 1            | 0            | 1      | 0      | 2       | 0       |
| المجموع         | المجموع | 17           | 2            | 52     | 17     | 69      | 19      |

تسرد النتائج والنتائج عدد أهداف جمهورية أيرلندا أولاً، ويشير عمود النتيجة إلى النتيجة بعد كل هدف من أهداف ألدريدج.
| رقم | تاريخ          | ملعب                                                    | الخصم            | نتيجة | نتيجة | مسابقة                     |
| --- | -------------- | ------------------------------------------------------- | ---------------- | ----- | ----- | -------------------------- |
| 1   | 19 أكتوبر 1988 | طريق لانسداون، دبلن، أيرلندا                            | تونس             | 3-0   | 4-0   | ودية                       |
| 2   | 15 نوفمبر 1989 | ملعب تا قلي الوطني، أتارد ، مالطا                       | مالطا            | 1-0   | 2-0   | تصفيات كأس العالم 1990     |
| 3   | 15 نوفمبر 1989 | ملعب تا قلي الوطني، أتارد ، مالطا                       | مالطا            | 2-0   | 2-0   | تصفيات كأس العالم 1990     |
| 4   | 17 أكتوبر 1990 | طريق لانسداون، دبلن، أيرلندا                            | تركيا            | 1-0   | 5-0   | تصفيات كأس أمم أوروبا 1992 |
| 5   | 17 أكتوبر 1990 | طريق لانسداون، دبلن، أيرلندا                            | تركيا            | 3-0   | 5-0   | تصفيات كأس أمم أوروبا 1992 |
| 6   | 17 أكتوبر 1990 | طريق لانسداون، دبلن، أيرلندا                            | تركيا            | 5-0   | 5-0   | تصفيات كأس أمم أوروبا 1992 |
| 7   | 25 مارس 1992   | طريق لانسداون، دبلن، أيرلندا                            | سويسرا           | 2-1   | 2-1   | ودية                       |
| 8   | 26 مايو 1992   | طريق لانسداون، دبلن، أيرلندا                            | ألبانيا          | 1-0   | 2-0   | تصفيات كأس العالم 1994     |
| 9   | 9 سبتمبر 1992  | طريق لانسداون، دبلن، أيرلندا                            | لاتفيا           | 2-0   | 4-0   | تصفيات كأس العالم 1994     |
| 10  | 9 سبتمبر 1992  | طريق لانسداون، دبلن، أيرلندا                            | لاتفيا           | 3-0   | 4-0   | تصفيات كأس العالم 1994     |
| 11  | 9 سبتمبر 1992  | طريق لانسداون، دبلن، أيرلندا                            |                  | 4-0   | 4-0   | تصفيات كأس العالم 1994     |
| 12  | 9 يونيو 1993   | ملعب دوغافا ، ريغا ، لاتفيا                             | لاتفيا           | 1-0   | 2-0   | تصفيات كأس العالم 1994     |
| 13  | 8 سبتمبر 1993  | طريق لانسداون، دبلن، أيرلندا                            | لاتفيا           | 1-0   | 2-0   | تصفيات كأس العالم 1994     |
| 14  | 24 يونيو 1994  | ملعب فلوريدا سيتريوس باول ، أورلاندو ، الولايات المتحدة | المكسيك          | 1-2   | 1-2   | كأس العالم 1994            |
| 15  | 7 سبتمبر 1994  | ملعب دوغافا، ريغا، لاتفيا                               | لاتفيا           | 1-0   | 3-0   | تصفيات كأس أمم أوروبا 1996 |
| 16  | 7 سبتمبر 1994  | ملعب دوغافا، ريغا، لاتفيا                               | لاتفيا           | 3-0   | 3-0   | تصفيات كأس أمم أوروبا 1996 |
| 17  | 16 نوفمبر 1994 | وندسور بارك ، بلفاست ، أيرلندا الشمالية                 | أيرلندا الشمالية | 1-0   | 4-0   | تصفيات كأس أمم أوروبا 1996 |
| 18  | 11 أكتوبر 1995 | طريق لانسداون، دبلن، أيرلندا                            | لاتفيا           | 1-0   | 2-0   | تصفيات كأس أمم أوروبا 1996 |
| 19  | 11 أكتوبر 1995 | طريق لانسداون، دبلن، أيرلندا                            | لاتفيا           | 2-0   | 2-0   | تصفيات كأس أمم أوروبا 1996 |

## الألقاب والتكريمات

### كلاعب
نيوبورت كونتي
كأس ويلز: 1979-80
أكسفورد يونايتد
- دوري كرة القدم الدرجة الثانية: 1984–85
- دوري كرة القدم الدرجة الثالثة: 1983–84
- كأس الرابطة: 1985–86

ليفربول
- دوري الدرجة الأولى لكرة القدم: 1987–88
- كأس الاتحاد الإنجليزي: 1988–89
- درع الاتحاد الإنجليزي الخيري: 1988، 1989

### بصفة فردية
- فريق العام من رابطة اللاعبين المحترفين: دوري الدرجة الثانية 1991–92 ، [47] دوري الدرجة الأولى 1992–93 ، [47] دوري الدرجة الأولى 1994–95 [48]
- هداف دوري الدرجة الثانية الإنجليزي: 1984–85 [49]
- هداف دوري الدرجة الأولى: 1987–88 ؛ 1994–95 ، 1995–96
- هدف بي بي سي للموسم: 1987–88 ، 1988–89
- أفضل لاعب دولي في العام: 1992

### كمدرب
ترانمير روفرز
- وصيف كأس الرابطة: 1999–2000

## روابط خارجية
- جون ألدريج على موقع الاتحاد الدولي (مؤرشف)  (الإنجليزية)
- جون ألدريج على موقع الاتحاد الأوربي (الإنجليزية)
- جون ألدريج على موقع قاعدة بيانات كرة القدم.إي يو (الإنجليزية)
- جون ألدريج على موقع ناشيونال فوتبول تيمز (الإنجليزية)
- جون ألدريج على موقع Soccerbase.com (لاعب) (الإنجليزية)
- جون ألدريج على موقع Soccerbase.com (مدرب) (الإنجليزية)
- جون ألدريج على موقع عالم كرة القدم.نت (الإنجليزية)